# 애실링 비
애실링 비(영어: Aisling Bea, 1984년 3월 16일 ~ )는 아일랜드의 코미디언, 배우, 영화각본가이다.